# James Corbett (triatleta)
James Corbett (2002) es un deportista neozelandés que compite en triatlón. Ganó una medalla de plata en el Campeonato de Oceanía de Triatlón de 2025.

## Palmarés internacional
| Campeonato de Oceanía | Campeonato de Oceanía | Campeonato de Oceanía | Campeonato de Oceanía |
| Año                   | Lugar                 | Medalla               | Prueba                |
| --------------------- | --------------------- | --------------------- | --------------------- |
| 2025                  | Devonport (Australia) | Medalla de plata      | Individual            |